# Hubert Jervoise Huddleston
Sir Hubert Jervoise Huddleston GCMG GBE CB DSO MC (20 de gener de 1880 - 2 d'octubre de 1950) fou un oficial britànic amb rang de major-general i governador a Irlanda del Nord i al Sudan.
Educat a la Felsted School, Huddleston fou després oficial comissionat als Coldstream Guards el 1898 servint seguidament a la Segona Guerra Bòer a Sud-àfrica.
Va servir a la I Guerra Mundial i el 1924 va esdevenir comandant general militar al Sudan. Fou nomenat comandant de la catorzena Brigada d'Infanteria Britànica el 1930 i fou incorporat al Comandament Oriental a l'Índia el 1934. Fou designat comandant del districte de Balutxistan a la comandància occidental de l'Índia el 1935. Posteriorment fou nomenat lloctinent governador i secretari de l'Hospital Reial de Chelsea (Londres) i fou breument comandant general del districte d'Irlanda del Nord des de l'abril al juny de 1940, just abans de ser nomenat governador general del Sudan Angloegipci el 1940. Es va retirar d'aquest càrrec el 1947, enmig de fortes crítiques a causa del tractat amb Egipte.